# 米氏碘泡虫
米氏碘泡虫（学名：Myxobolus miyairii）为碘泡科碘泡虫属的动物。分布于俄罗斯、日本以及辽宁、湖北、江苏、山东、浙江、四川、云南、武陵山地区等，营寄生生活，寄生在鲇、大口鲇的体表、肠、肠系膜、肾、肝、脾，鲇的鳃弓、鳃，翘嘴红鲌的体表、鳃，角鱼的鳃、膀胱、胆，鲩的肠、膀胱，长臀拟鲿的肠、肾、鳔以及黑鳍鳈的肾。